# Гилпин, Роберт
Роберт Гилпин (англ. Robert Gilpin; 1930—2018) — американский учёный в области международной политической экономии и почетный профессор политологии и международных отношений в школе государственных и международных отношений имени Вудро Вильсона в Принстонском университете. Он занимал должность профессора Эйзенхауэра. Гилпин специализировался на политической экономике и международных отношениях, особенно на влиянии транснациональных корпораций на государственную автономию.

## Биография и вклад
Гилпин получил степень бакалавра в Вермонтском университете в 1952 году и степень магистра в Корнеллском университете в 1954. После трех лет службы офицером военно-морского флота США, Гилпин получил докторскую степень в Калифорнийском университете в Беркли в 1960 году. В 1962 году поступил на принстонский факультет и получил постоянный контракт в 1967 году. Он был сотрудником Центра международных исследований и Лихтенштейнского института самоопределения.
Гилпин был членом фонда Гуггенхайма в 1969 году, членом фонда Рокфеллера с 1967-68 и снова с 1976—1977 годов, и является членом Американской академии искусств и наук. Также он является членом Американской ассоциации политических наук, в которой он занимал пост вице-президента с 1984—1985, а также является членом Совета по международным отношениям.
Гилпин описывает свое видение международных отношений и международной политической экономики, отталкиваясь от «реалистической» точки зрения, объясняя в своей книге «Глобальная политическая экономика», что он считает себя «государственно-ориентированным реалистом» в традициях известных «классических реалистов», таких как Э. Х. Карр и Ганс Моргентау. Настоящие научные интересы Гилпина находятся в применении «реалистического» мышления в современной американской политике на Ближнем Востоке. Гилпин открыто критиковал вторжение коалиционных сил в Ирак (2003) в своем эссе под названием «Война слишком важна, чтобы оставлять ее идейным дилетантам».
Гилпин проживал в Гринсборо, штат Вермонт, вместе со своей женой Жан М. Гилпин.